# Carl Hjortberg
Carl Fredrik Hjortberg, född 7 januari 1848 i Hedvig Eleonora församling, Stockholm, död 27 maj 1897 i Göteborgs domkyrkoförsamling, var en svensk skådespelare, sångare och sångpedagog. 

## Biografi
Hjortberg var son till musikern Johan Fredrik Hjortberg och hans hustru Christina Sandberg. Efter avslutad skolgång fick han arbete på en mäklarfirma, där han inte trivdes. Han var elev vid Kungliga Musikaliska Akademien och Kungliga Teatern 1871—1873. Sommaren 1873 scendebuterade han i en större roll som Marcassou i Tjufskyttarne på Djurgårdsteatern. Säsongen 1873-1874 var han hos Wilhelm Åhmans sällskap i Göteborg. 1874 följde han med Åhman till Stockholm och Nya teatern. Senare var han verksam vid Stora teatern i Göteborg. 
Efter femton år hade Hjortberg tröttnat på scenlivet och började arbeta som sånglärare. Han var känd för sin musikaliska begåvning. Från 1891 var han musikrecensent i Göteborgs Handels- och Sjöfartstidning.
Bland hans roller kan nämnas Horace i Den svarta dominon, Sylvain i Villars dragoner, Räfklo i Målaren och modellerna, Farinelli, Montedafior i Frihetsbröderna, Ange Pitou i Madame Angots dotter, Markisen i Lustiga kriget, Grenicheux i Cornevilles klockor o. Grégoire i Niniche.
Han gifte sig 1876 med skådespelaren Elisabeth Wretmark. Paret hade inga biologiska barn, men tog sig en fosterson, Nils Mauritz Bertrand, född 1885 i Danmark.

## Teater

### Roller (ej komplett)
| År   | Roll                                           | Produktion | Regi               | Teater                      |
| ---- | ---------------------------------------------- | --- | ------------------ | --------------------------- |
| 1871 | Andre Svennen                                  | Kristina Gyllenstjerna Mathilda Lundström                                                                             |                    | Kungliga Dramatiska Teatern |
| 1871 | En man af Folket                               | Drottning Filippa Gabriel Lagus                                                                                       |                    | Kungliga Dramatiska Teatern |
| 1872 | Andra Officern hos Wilhelm af Oranien          | Allt för Fosterlandet! Victorien Sardou                                                                               |                    | Kungliga Dramatiska Teatern |
| 1872 | Anförare för vakter                            | Romeo och Julia William Shakespeare                                                                                   |                    | Kungliga Dramatiska Teatern |
| 1872 | En officier                                    | Konung Richard den Tredje William Shakespeare                                                                         |                    | Kungliga Dramatiska Teatern |
| 1873 | Marcassou                                      | Tjufskyttarne Jacques Offenbach, Henri Charles Chivot och Alfred Duru                                                 |                    | Djurgårdsteatern            |
| 1875 | Farinelli                                      | Farinelli, eller Kungen och sångaren Jules-Henri Vernoy de Saint-Georges, Auguste Pittaud de Forges Adolphe de Leuven | Edvard Stjernström | Nya teatern                 |
| 1875 | Hans                                           | En skördefest Eduard Devrient och Wilhelm Taubert                                                                     |                    | Nya teatern                 |
| 1875 |                                                | Den girige Molière |                    | Nya teatern                 |
| 1875 | Edmond                                         | Fästningen i Boston eller De tre arrestanterna Emmanuel Dupaty                                                        |                    | Nya teatern                 |
| 1875 | Jean                                           | Jean och Fanchette Eugène Déjazet                                                                                     |                    | Nya teatern                 |
| 1876 | Hurtig                                         | De löjliga mötena Nicolo Isouard och François-Benoît Hoffmann                                                         |                    | Nya teatern                 |
| 1876 | Ange Pitou                                     | Madame Angots dotter Charles Lecocq, Louis-François Clairville, Victor Koning och Paul Siraudin                       |                    | Nya teatern                 |
| 1877 |                                                | Bedragare och bedragne Parainetes                                                                                     |                    | Nya teatern                 |
| 1878 | De Navailles                                   | Lilla Nanette Eugéne Scribe                                                                                           |                    | Nya teatern                 |
| 1878 |                                                | En frestelse Gustav von Moser                                                                                         |                    | Nya teatern                 |
| 1878 |                                                | Michel Perrin Mélesville och Charles Duveyrier                                                                        |                    | Nya teatern                 |
| 1878 |                                                | Lille hertigen Charles Lecocq, Henri Meilhac och Ludovic Halévy                                                       |                    | Mindre teatern              |
| 1879 | Joaquino da Rita Durao                         | Sjökadetten Richard Genée och Camillo Walzel                                                                          |                    | Mindre teatern              |
| 1879 | Orfeus                                         | Orfeus i underjorden Jacques Offenbach, Hector Crémieux och Ludovic Halévy                                            |                    | Mindre teatern              |
| 1881 | Rigobert, sergeant                             | Musketörerne i Klostret Louis Varney, Jules Prével och Paul Ferrier                                                   |                    | Mindre teatern              |
| 1881 | Löjtnant Stolpe                                | Under förmälningshögtidligheterna Frans Hedberg                                                                       |                    | Mindre teatern              |
| 1881 | Gontran                                        | Pariserliv Jacques Offenbach, Henri Meilhac och Ludovic Halévy                                                        |                    | Mindre teatern              |
| 1881 | Grefve Dom Clunkar y Alesraza                  | Frihetsbröderna Jacques Offenbach, Henri Meilhac och Ludovic Halévy                                                   |                    | Mindre teatern              |
| 1882 | Maximilian Morrel                              | Greven av Monte Christo Alexandre Dumas den äldre                                                                     |                    | Mindre teatern              |
| 1882 | Steipann Sidorewitsch Bieloscurim, en sergeant | Fatinitza Franz von Suppé, Friedrich Zell och Richard Genée                                                           |                    | Mindre teatern              |
| 1882 | Carl Thorell                                   | Öregrund-Östhammar Selfrid Kinmanson                                                                                  |                    | Mindre teatern              |
| 1882 | Pascariello                                    | Carbonanerna Carl Zeller och Moritz West                                                                              |                    | Mindre teatern              |